# Yi Hwang

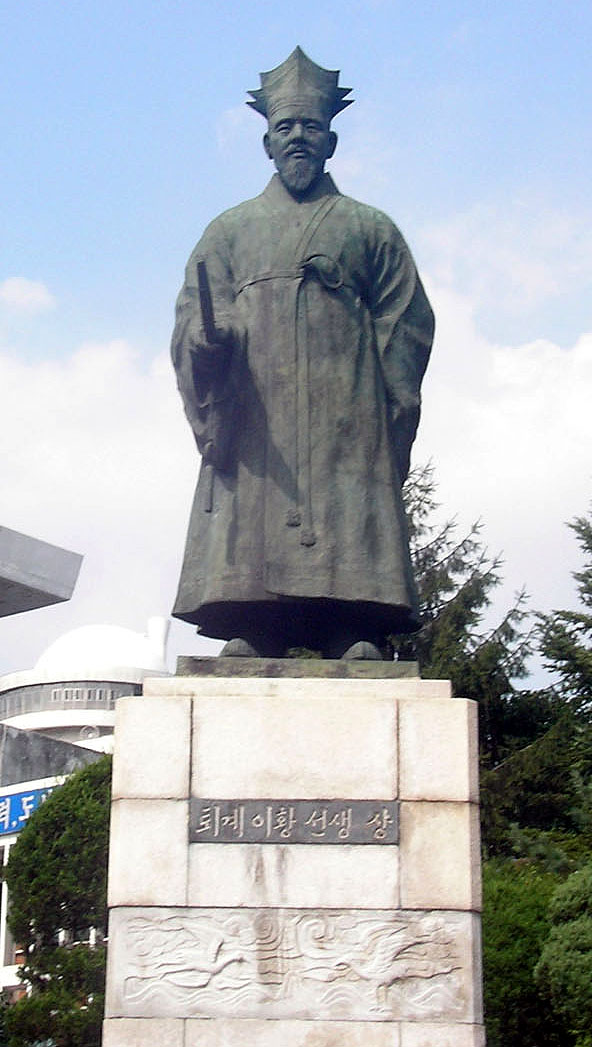

Yi Hwang (* 1501 in Andong, Korea; † 1570) ist ein koreanischer Gelehrter des Neokonfuzianismus und Hofbeamter in der Zeit der Joseon-Dynastie. Zusammen mit dem jüngeren Yi I, gilt er als einer der beiden besonders herausragenden Gelehrten seiner Zeit. Er war eine der Schlüsselfiguren neokonfuzianischer Literatur, gründete die Yeongnam-Schule und die Dosan-Seowon, eine private konfuzianische Akademie. Er wird häufig auch mit seinem Künstlernamen Toegye (Hangeul: 퇴계 [tʰøgje] auch transkribiert: Toigye) benannt, übersetzt ungefähr zurückgezogener Bach oder beschauliches Flüsschen. Sein Ehrenname war Gyeongho, was ungefähr Hüter der Ordnung bedeutet.

## Leben
Yi Hwang wurde 1501 in Ongye-ri geboren, heute ein Stadtteil von Andong, im Norden der Provinz Gyeongsang. Er war der jüngste von 8 Kindern. Seine Familie gehörte zum Jinseong Yi Klan. Bereits als Kind bewunderte er die Gedichte von Tao Qian und er begann bereits im Alter von 12 Jahren eigene Gedichte zu schreiben.
Ebenfalls um diese Zeit begann einer seiner Onkel ihm die Lehrgespräche des Konfuzius näherzubringen, eines der Klassiker der konfuzianischen Literatur. Sein Gedicht Yadang (Hangeul: 야당, Hanja: 野塘, Teich in der freien Natur), dass er im Alter von 18 Jahren schrieb, wird als eines seiner Meisterwerke betrachtet. Mit ungefähr 20 Jahren begann er, sich intensiv mit dem I Ging und dem Neokonfuzianismus zu beschäftigen.
Mit 23 ging er nach Seoul an die Sungkyunkwan-Universität. Vier Jahre später bestand er die Vorprüfungen, um Regierungsbeamter zu werden. Mit 33 Jahren kehrte er für die abschließenden Beamtenprüfungen an die Universität zurück und kam dort mit dem Gelehrten Kim In-hu in Kontakt. Er bestand 1534 die Prüfungen mit besonderer Auszeichnung. Bei seiner anschließenden Arbeit als Regierungsbeamter setzte er auch sein akademisches Streben fort.
Als er 37 war, starb seine Mutter und er kehrte in seine Heimatstadt zurück, um sie, konfuzianischem Brauch entsprechend, 3 Jahre lang zu betrauern.
Bei seiner Rückkehr wurde er mit verschiedenen Ämtern betraut, zeitweise mit mehreren zu gleicher Zeit in Personalunion. Dabei wurde er ab 1542 zeitweise als verdeckter Ermittler Amhaengeosa (Hangeul: 암행어사, Hanja: 暗行御史) eingesetzt, um Korruption in der Verwaltung aufzudecken oder die tatsächliche Stimmung im Volk zu ergründen. Diese Aufgabe nahm er unnachsichtig ernst und machte sich so viele Feinde, denen es gelang, ihn in Misskredit zu bringen und seine Strafversetzung zu erreichen.
Da Yi Hwang sein Handeln im Auftrag des Königs und sich damit völlig im Recht sah, trafen ihn die Erfolge seiner Widersacher tief. Er war entsetzt darüber, wie weit die korrupten Netzwerke bis in die direkte Umgebung des Königs Jungjong reichten und in der Lage waren, diesen effektiv zu manipulieren und eigene Interessen durchzusetzen. Er schied deshalb ganz aus den direkten Diensten des Königs aus.
Allerdings wurde er immer wieder für Einsätze in ländlichen Gegenden abseits des Hofes rekrutiert. So wurde er mit 48 Jahren Gouverneur von Danyang-gun, einem Landkreis in Chungcheongbuk-do, und später von Punggi-eup, einem Außenbezirk der Stadt Yeongju in derselben Provinz.
In Yeongju war im Jahre 1542 von Sosu Seowon die private konfuzianische Akademie Sosu Seowon gegründet worden. In seiner Zeit als Statthalter von  Punggi nahm sich Yi Hwang dieser Akademie an, warb Unterstützung ein, handelte Privilegien für die Akademie aus und trieb sie zur Blüte.
1552 wurde er zum Leiter (대사성, Daesaseong) der Akademie ernannt und gab in der Folge andere Ämter auf. In diese Zeit fällt auch das einzige persönliche Treffen mit dem jungen und späteren neokonfuzianischen Gelehrten Yi I. 1560 gründete er die Dosan Seodang, eine Art Grundschule für Kinder und Jugendliche von 7 bis 16 Jahren, widmete sich seiner persönlichen Weiterentwicklung durch Meditation und Studium und dem Unterricht seiner Anhänger.
Nach dem Tod von König Injong 1545 war ihm dessen Halbbruder, König Myeongjong, nachgefolgt. Dieser versuchte nun Yi Hwang dazu zu überreden, wieder politische Ämter zu übernehmen. Der aber blieb standhaft in seiner Entscheidung, sein Leben Studium und Wissenschaft zu widmen.
Als chinesische Gastgelehrte an den königlichen Hof in Seoul kamen, ließ sich Yi Hwang doch noch dazu überreden, an den Hof zurückzukehren. Er war mittlerweile 67. Als König Myeongjong jedoch kurz darauf überraschend starb, folgte ihm sein 15-jähriger Halbbruder König Seonjo auf den Thron. Yi Hwang bekam den Posten des Zeremonienmeisters (Hangeul: 예조판서, Hanja: 禮曹判書, Yejo panseo) angeboten, lehnte jedoch ab und kehrte in seine Heimat zurück.
Der König (oder dessen Mutter, der König war erst 15) drängte ihn jedoch beständig weiter, an den Hof zurückzukehren. Yi Hwang sträubte sich zunächst. Schließlich, mittlerweile 68 Jahre alt, gab er dem Drängen des Königshofs nach, nahm jedoch kein politisches Amt mehr an, sondern kehrte als Dozent an den Hof zurück. Unter anderen unterrichtete er den jungen König Seonjo. In den folgenden zwei Jahren verfasste er eine Reihe von Lehrbüchern und Ratgebern. Darunter auch das heute berühmte Seonghak sipdo (siehe unten), um ihn auf seinem Weg zu leiten, ein guter König zu werden. Ferner hielt er in diesen zwei Jahren Vorlesungen über die Erkenntnisse der chinesischen konfuzianischen Gelehrten der Song-Dynastie, Cheng Yi, Cheng Hao und Zhang Zai, sowie das Buch der Wandlungen (I Ging), die Gespräche des Konfuzius, an denen auch der König teilnahm. 1570 kehrte er schließlich endgültig in seine Heimat zurück, wo er kurz darauf starb.
In vierzig Jahren in öffentlichen Diensten diente er 4 Königen: Jungjong, Injong, Myeongjong und König Seonjo. Nach seinem Tod wurde ihm posthum der höchste Minister-Dienstrang verliehen. Seine Grabplatte ist Teil einer konfuzianischen Gedenkstätte und die Gedenkstätte zu Ehren von König Seonji enthält eine Gedenktafel zur Erinnerung an Yi Hwang.

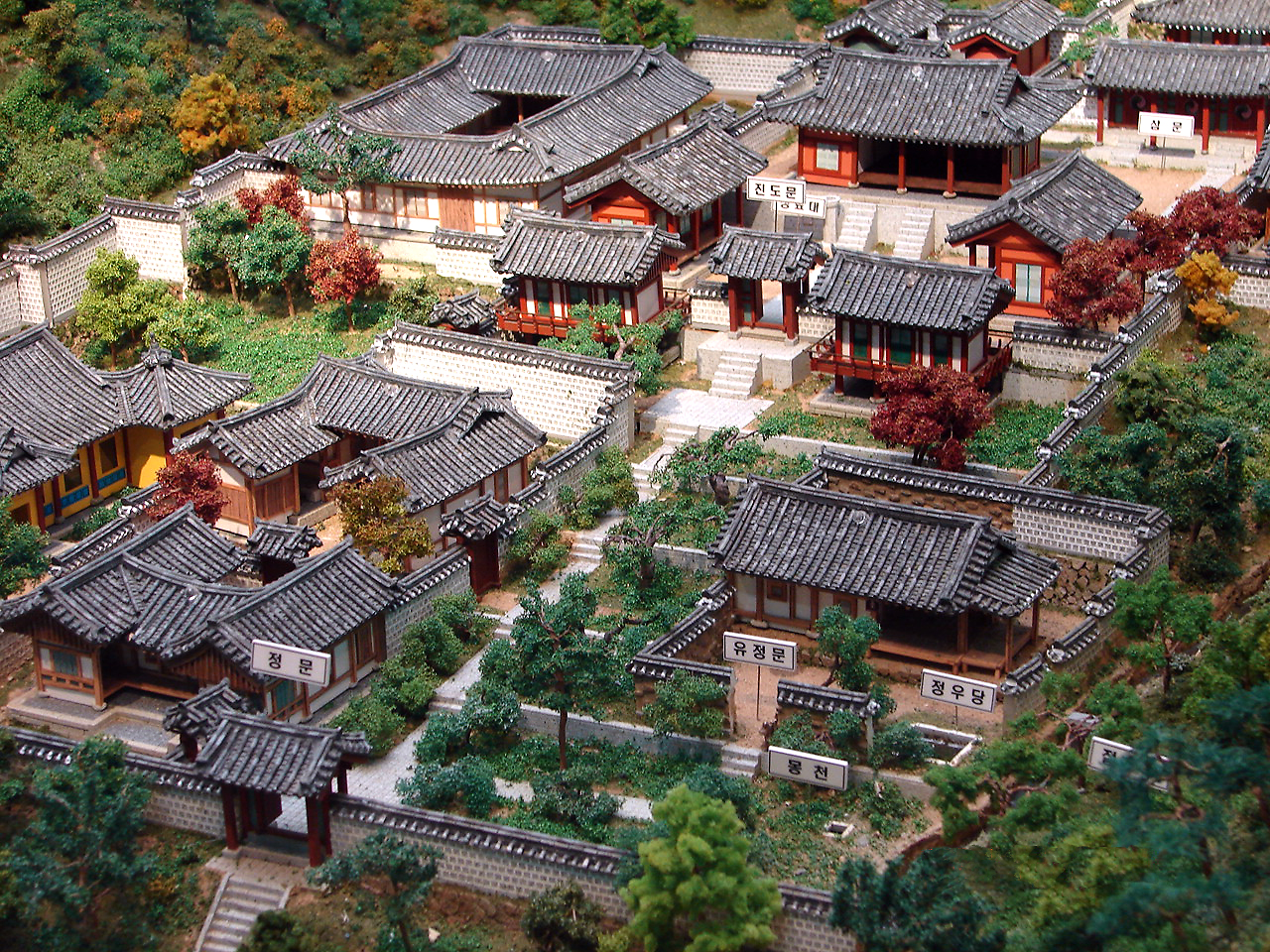
Die wieder aufgebaute Akademie Dosan Seowon

Im Jahr 1574 wurde die von ihm gegründete Schule Dosan Seowon von seinen Schülern und Anhängern umgewidmet in eine Akademie und Gedenkstätte für ihn.

## Wirken

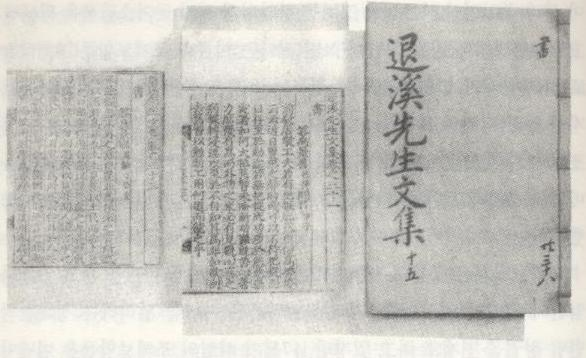
Toegye Munjip, Schriftensammlung Yi Hwangs

Der Konfuzianismus ist eine Morallehre. Der Neokonfuzianismus versucht diese Morallehre zu ergänzen und zu einer umfassenden Weltsicht auszubauen. Dazu integriert er z. B. Elemente des Daoismus. Der Neokonfuzianismus entstand um das 11. Jahrhundert in China. Einer seiner wichtigsten Vertreter ist der chinesische Gelehrte Zhu Xi. Der Neokonfuzianismus wurde jedoch im 16. Jahrhundert in Korea wesentlich weiterentwickelt. Hier sind die beiden wichtigsten Vertreter Yi Hwang und Yi I.
Yi Hwang ist Autor zahlreicher Schriften, in denen er von Zhu Xi das Konzept übernimmt, dass die beiden bestimmenden Pole, die das Universum begründen, Li und Ki sind. Dabei bezeichnet Ki die Lebensenergie und das Wirkliche, Li dagegen die ordnenden Faktoren im weiteren Sinne: Regeln der Höflichkeit, religiöse Riten, gesellschaftliche Hierarchien und Rechtsprechung ebenso wie Naturgesetze.
Yi Hwang legte besonderen Wert auf Li, also die Ordnung, und betrachtete sie als das wesentliche, weil gestaltgebende Element. Um das Universum zu verstehen – davon war er überzeugt –, müsse man die Regeln verstehen, nach denen die Dinge aufeinander einwirken, also die dahinterstehende ordnende Kraft. Dies sei wichtiger, als einzelne Dinge zu verstehen. Dieser Ansatz, die ordnenden Prinzipien für wichtiger zu halten als individuelle Details, ist auch die Grundüberzeugung der Yeongnam-Schule, die das Erbe Yi Hwangs durch prominente Persönlichkeiten wie Yu Seong-ryong und Kim Seong-il weitergetragen hat.
Die Schule steht damit im Gegensatz zur Interpretation Yi Is, des zweiten großen neokonfuzianischen Denkers seiner Zeit, der das Hauptgewicht auf Ki legt, die Lebensenergie und Realitäten.
Neben seiner Bedeutung als Philosoph war Yi Hwang auch ein talentierter Kalligraf und Dichter. Von ihm gibt es eine Sammlung von Sijo, einer Gedichtform, die im Korea der Joseon-Dynastie sehr populär war.
Viele von Yi Hwangs Werken wurden während der Japanische Invasionen von Korea von 1592 bis 1598 in Japan aufgenommen und beeinflussten das neokonfuzianische Denken dort.

## Ausgewählte Schriften
Die Schriften Yi Hwangs umfassen 316 Arbeiten in 467 Veröffentlichungen in 7 Sprachen und insgesamt 3.649 Exemplaren in Bibliotheken.
- 1681 – Die zehn Diagramme der Weisheit (Hangeul: 성학십도, Hanja: 聖學十圖) (siehe unten)
- Zusammenfassung und Erläuterung der Werke von Zhu Xi (Hangeul: 주자서절요, Hanja: 朱子書節要)
- Kommentar zur Schrift vom Herzen (Hangeul: 심경석의, Hanja: 心經釋義)
- Geschichte des Neokonfuzianismus in der Song, Yuan und Ming-Dynastie (Hangeul: 송계원명이학통록, Hanja: 宋季元明理學通錄)
- Die Vier-Sieben-Debatte (Hangeul: 사칠속편, Hanja: 四七續篇): Diskussion der Philosophie Mengzis mit „Gi Dae-seung“ (siehe unten)
- Toegye (Yi Hwang): Als der Hahn im Dorf am Fluß krähte, hing der Mond noch im Dachgesims. Gedichte 1515–1570. Hrsg.: Tobias und Juana Burghardt auf der Grundlage der Vorarbeit von Doo-Hwan und Regine Choi. Edition Delta, Stuttgart 2011, ISBN 978-3-927648-34-0.

### Die Vier-Sieben-Debatte
„Vier-Sieben“ steht für „die vier Anfänge“ und „die sieben Gefühle“, die von dem chinesischen Philosophen Mengzi postuliert wurden.
| Die vier Anfänge | Die sieben Gefühle                                            |
| --- | ------------------------------------------------------------- |
| - Mitgefühl ist der Anfang der Menschlichkeit - Das Gefühl von Scham und Abscheu ist der Anfang von Rechtschaffenheit - Ehrerbietung und Folgsamkeit ist der Anfang von Anstand - Das Gefühl, dass etwas richtig oder falsch ist, ist der Anfang von Weisheit | - Freude - Ärger - Sorge - Verehrung - Trauer - Furcht - Hass |

Gi Dae-seung ist ein koreanischer Philosoph und Zeitgenosse Yi Hwangs. Zwischen den beiden gab es einen Briefwechsel um die Auslegung Mengzis. „Die Vier-Sieben-Debatte“ ist die Sammlung dieser Briefe.

### Zehn Diagramme für das Lernen von den Weisen
Als im Jahr 1567 König Myeongjong im Alter von ca. 33 Jahren starb, kam sein jüngerer Halbbruder Seonjo auf den Thron. Er war zu diesem Zeitpunkt 15 Jahre alt. Zu den Aufgaben Yi Hwangs gehörte es, König Seonjo zu unterrichten. Um ihm die Ideen der alten Gelehrten näher zu bringen, stellte er deren Ideen grafisch dar, in Form von kommentierten Diagrammen.
Die neokonfuzianische Schrift Zehn Diagramme für das Lernen von den Weisen (Hangeul: 성학십도, Hanja: 聖學十圖) wurde 1568 von Yi Hwang zusammengestellt.
Jedes Kapitel beginnt mit einem Diagramm, dass den folgenden Text grafisch versinnbildlicht. Darauf folgt der dazugehörige Text eines Klassikers, wie z. B. Zhu Xi (Chu Hsi). Das Kapitel schließt mit einem Kommentar von Yi Hwang.
Yi Hwangs Idee war es, die 10 Diagramme jeweils auf einen Wandschirm zu malen und dazu ein kompaktes Begleitbuch zu erstellen. So sollte an die Themen beständig erinnert werden, bis der Betrachter die Themen vollständig verinnerlicht hätte.

## Ehrungen

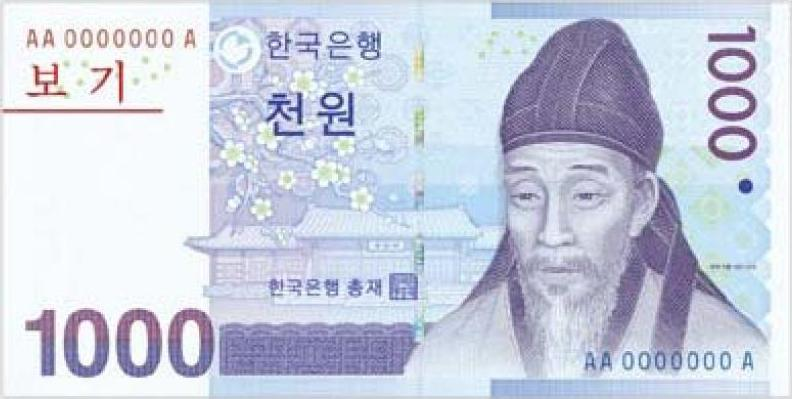
Yi Hwang auf dem 1000-Won-Schein, der zurzeit in Südkorea in Umlauf ist

- Toegyero, eine Straße in der Innenstadt Seouls, wurde nach ihm benannt.[10][ko 5]
- Er ist auf der südkoreanischen 1000-Won-Note abgebildet.[11]
- Der Taekwondo-Formlauf zum 2. Kup ist ihm zu Ehren benannt.
- Viele Institute und Forschungsabteilungen an Universitäten sind nach Yi Hwang benannt.
  - 1970 das Institut  für Toegye Studien-in Seoul
  - 1979 das Toegye Institute an der Kyungpook National University
  - 1986 ein Institut und Bibliothek an der Dankook University.
  - Weitere Forschungsinstitute gibt es in Tokio, Taiwan, Hamburg und den Vereinigten Staaten.[ko 2]

### Koreanische Quellen
1. 1 2  Yi Hwang. In: Doosan Encyclopedia. Ehemals im Original (nicht mehr online verfügbar); abgerufen am 17. Juni 2014 (koreanisch). (Seite nicht mehr abrufbar. Suche in Webarchiven)
2. 1 2 3 4 5 6 7 8 9 10 11  이황(李滉). In: Encyclopedia of Korean Culture. The Academy of Korean Studies, archiviert vom Original am 31. Oktober 2022; abgerufen am 18. Juni 2014 (koreanisch).
3. ↑  君子有終. Seoul Sinmun, 18. Mai 2005, abgerufen am 18. Juni 2014 (koreanisch).
4. ↑  성학십도 (Seonghaksipdo). In: Doosan Encyclopedia. Ehemals im Original (nicht mehr online verfügbar); abgerufen am 18. Juni 2014 (koreanisch). (Seite nicht mehr abrufbar. Suche in Webarchiven)
5. ↑  퇴계로 (Toegyero). In: Doosan Encyclopedia. Ehemals im Original (nicht mehr online verfügbar); abgerufen am 18. Juni 2014 (koreanisch). (Seite nicht mehr abrufbar. Suche in Webarchiven)

### Englisch und deutschsprachige Quellen
1. 1 2  
Mark Peterson Professor of Korean Studies, Brigham Young University: Master T'oegye, Yi Hwang, Philosopher (1501 – 1570). The Korea Society, 2013, archiviert vom Original am 14. Juli 2014; abgerufen am 25. Juni 2014 (englisch, Originalwebseite nicht mehr verfügbar).
2. ↑  Daehwan, Noh: The Eclectic Development of Neo-Confucianism and Statecraft from the 18th to the 19th Century. Korea Journal, 2003, abgerufen am 12. Juni 2014 (englisch).
3. ↑  Dosanseowon Confucian Academy (도산서원). Korea Tourism Organization, abgerufen am 20. Juni 2014 (englisch).
4. ↑  Lee Hyun-hee, Park Sung-soo, Yoon Nae-hyun: New History of Korea. Jimoondang, Paju 2005, ISBN 89-88095-85-5, S. 392–393.
5. ↑  S. Noma (Hrsg.): Yi Hwang. In: Japan. An Illustrated Encyclopedia. Kodansha, 1993. ISBN 4-06-205938-X.
6. ↑  Yi, Hwang 1501-1570. In: WorldCat Identities. Abgerufen am 18. Juni 2014 (englisch).
7. ↑  A Collection of Gi Daeseung´s Works. Gwang-ju -Tourpia, archiviert vom Original am 4. März 2016; abgerufen am 21. Juni 2014 (englisch, Originalwebseite nicht mehr verfügbar).
8. ↑  Eunjung Shin: Toegye Yi Hwang’s Ten Diagrams on Sage Learning. London Korean Links, 12. August 2010, abgerufen am 20. Juni 2014 (englisch).
9. ↑  Michael C. Kalton: Ten Diagrams on Sage Learning. Columbia University Press, 1988, abgerufen am 18. Juni 2014 (englisch).
10. ↑  Toegyero. OpenStreetmap, abgerufen am 25. Juni 2014 (englisch, koreanisch).
11. ↑  
Introduction to Banknotes. The Bank of Korea, archiviert vom Original am 31. Dezember 2014; abgerufen am 25. Mai 2019 (englisch, Originalwebseite nicht mehr verfügbar).

| Personendaten    | Personendaten                                                                          |
| ---------------- | -------------------------------------------------------------------------------------- |
| NAME             | Yi, Hwang                                                                              |
| ALTERNATIVNAMEN  | Toegye; Toi-gye                                                                        |
| KURZBESCHREIBUNG | koreanischer konfuzianischer Gelehrter und Schriftsteller zur Zeit der Joseon-Dynastie |
| GEBURTSDATUM     | 1501                                                                                   |
| GEBURTSORT       | Andong, Korea                                                                          |
| STERBEDATUM      | 1570                                                                                   |